# Michael Steele (musicienne)
Pour les articles homonymes, voir Steele.
Susan Michael Steele est une musicienne américaine née le 2 juin 1955 à Pasadena (Californie).
Membre du groupe The Runaways dans les années 1970, elle remplaça Annette Zilinskas en tant que bassiste du groupe The Bangles en 1983.